# Megisba gunga
Megisba gunga är en fjärilsart som beskrevs av Swinhoe 1885. Megisba gunga ingår i släktet Megisba och familjen juvelvingar. Inga underarter finns listade i Catalogue of Life.